# Ralph Klein
Ralph Phillip Klein (Calgary, Alberta, 1 de novembre de 1942 - ibídem, 29 de març de 2013 va ser cap del Partit Progressista Conservador d'Alberta i primer ministre d'Alberta des 1992. Se li ha anomenat King Ralph (el rei Ralph) per la seva longevitat política així com al seu estil polític, que es percep com una mica autocràtic.

## Alcalde de Calgary
Klein va adquirir primerament una notorietat pública a Calgary, a Alberta, com a periodista a la ràdio i en televisió. Va ser reporter sènior de la crònica cívica en televisió i en la ràdio CFCN. Klein va conèixer els seus primers èxits polítics quan se li va triar alcalde de Calgary el 15 d'octubre de 1980. Durant el seu mandat a l'ajuntament, la ciutat va conèixer un boom econòmic, que va atreure a molta mà d'obra no qualificada provinent de tot el país. El 1988, durant el seu mandat d'alcalde, la ciutat de Calgary va ser l'amfitriona dels Jocs Olímpics d'Hivern, que van ser tot un èxit.

## Entrada a la política provincial
Klein va fer el salt de la política municipal a la política provincial, tornant-se membre de l'Assemblea legislativa d'Alberta per la circumscripció de Calgary-Elbow a les eleccions provincials de 1989. Va ser nomenat ministre de medi ambient en el si del govern de Don Getty. Va ser elegit a la seu del Partit progressista-conservador d'Alberta el 5 de desembre de 1992 i va esdevenir primer ministre de la província el 16 de desembre de 1992. Va portar el seu partit a la victòria en les eleccions de 1993, obtenint 45 dels 83 escons a la legislatura, així com el 45% dels vots emesos. Va ser reelegit el 1997, aquesta vegada amb el 51% dels vots i amb 63 dels 83 escons de l'Assemblea legislativa. Va obtenir el seu major èxit electoral a les eleccions del 2001, amb el 62% dels vots i 74 dels 83 escons.
Encara que el seu govern ha estat generós en les subvencions culturals i no ha aplicat retallades tan dràstiques com altres províncies (sobretot Ontario) en els programes de salut, els seus opositors l'acusen d'una manca de compassió en les seves polítiques socials i mediambientals. Els seus partidaris responen que Klein no fa més que establir prioritats apropiades per als fons limitats del govern.
Klein s'oposava al Protocol de Kyoto. Alberta és una de les majors productores de petroli i gas natural.